# Zespół Pieśni i Tańca „Tysiąclatki”
Zespół Pieśni i Tańca „Tysiąclatki” – zespół folklorystyczny założony 1973 roku na Osiedlu Tysiąclecia w Katowicach. Siedziba zespołu mieści się w Młodzieżowym Domu Kultury przy ul.Tysiąclecia 5.

## Historia zespołu
Zespół powstał w 1973 roku na Osiedlu Tysiąclecia w Katowicach. Wywodzi się z Harcerskiej Drużyny Artystycznej „Violinki”, która w 1971 roku powstała w Szkole Podstawowej nr 66 w Katowicach. Pierwsze lata działalności grupa taneczno – wokalna pod kierownictwem akordeonistki Barbary Bańskiej były trudne ze względu na brak miejsca dla funkcjonowania zespołu. Zajęcia na przestrzeni lat odbywały się kolejno w klubach spółdzielczych SM „Górnik”, SM „Piast”, magazynach, Szkołach Podstawowych nr 66 i 59 oraz w IX Liceum Ogólnokształcącym w Katowicach. Przez 45 lat swojego istnienia zespół zdobył wiele nagród i prestiżowych wyróżnień I stopnia oraz kategorii „S” na ogólnopolskich, wojewódzkich i miejskich festiwalach oraz przeglądach w kraju i zagranicą.
9 grudnia 2017 Z.P.iT. „Tysiąclatki” towarzyszył znanym artystom scen polskich podczas Koncertu kolęd i pastorałek z udziałem Prezydenta RP Andrzeja Dudy wraz z małżonką Agatą Kornhauser-Dudą.
Swoje jubileuszowe lata „Tysiąclatki” uświetniały koncertami:
- Jubileusz 17-lecia zespół upamiętnił w Klubie „Relax” S.M. „Piast”.
- 20-lecie w Akademii Muzycznej w Katowicach.
- W jubileusz 25-lecia „Tysiąclatki” dały koncert w Teatrze Rozrywki w Chorzowie.
- Koncerty jubileuszowe 30-lecia, 35-lecia oraz 40-lecia odbyły się w Teatrze im. S. Wyspiańskiego w Katowicach.

## Struktura Zespołu
Zajęcia zespołu odbywają się w budynku Młodzieżowego Domu Kultury przy ulicy Tysiąclecia 5 w grupach wiekowych:
- Przedszkolaki
- Grupy taneczno – wokalne dzieci młodszych
- Grupy pieśni i tańca
- Folklorystyczna taneczna i wokalna
- Klub edukacji folklorystycznej
- Grupa organizacji imprez i uroczystości

Założycielem i kierownikiem artystycznym zespołu od początku istnienia zespołu jest mgr Barbara Bańska – pedagog, nauczyciel dyplomowany, instruktor muzyki i tańca.
Zespół w swoim programie prezentuje tańce narodowe, folklor Śląska, Beskidu Śląskiego i Żywieckiego, Krakowa, Łowicza i Rzeszowa oraz inscenizacje utworów współczesnych w wykonaniu młodszej grupy taneczno – wokalnej.

## Nagrody i wyróżnienia zespołu[3]
- 1976 – Wyróżnienie, reprezentacja Polski na Festiwalu Zespołów Artystycznych w Egerze (Węgry)
- 1991 – Kategoria „S” i „Złota Dziesiątka” województwa katowickiego na Festiwalu Kultury Młodzieży Szkolnej
- 1991 – Audiencja u Ojca Świętego – członkowie zespołu na prywatnej audiencji u Ojca Św. Jana Pawła II (Watykan)
- 1992 – Koncerty na scenach Mobile Al. (USA) oraz na International Festival w Epcot – Disney World (Floryda). Pochlebne recenzje w prasie i telewizji amerykańskiej. Honorowe Obywatelstwo miasta Pensacola (Floryda) oraz wiele wyróżnień od Polish Heritage Society of Mobile.
- 1996 – Nagrody Ministra Kultury i Sztuki oraz Wojewody Śląskiego (Polska)
- 1997 – Koncert inaugurujący I Międzynarodowy Festiwal w Pensacoli na Florydzie (USA)
- 1997 – Wyróżnienie na International Festival w Mobile (USA), honorowe obywatelstwo miasta Mobile
- 1998 – Wyróżnienie na Festiwalu Folklorystycznym Oropesa de La Mar (Hiszpania)
- 1999-2001 – wyróżnienia kategorii „S” i I stopnia w różnych grupach wiekowych na Festiwalu Kultury Młodzieży Szkolnej w Katowicach
- 2003 – Wyróżnienia na International Festival w Mobile AL. oraz Pensacola FL. (USA)
- 2003 – Nagroda Prezydenta Miasta Katowice w dziedzinie kultury
- 2005 – Koncerty w Grazu (Austria) w czasie „Dni Europy”
- 2007 – Wyróżnienie na Międzynarodowym Festiwalu Zespołów Folklorystycznych „Primorsko 2007” (Bułgaria)
- 2008 – Wyróżnienie na Międzynarodowym Festiwalu w Segedynie (Węgry)
- 2009 – Wyróżnienie na Międzynarodowym Festiwalu „Balkan Folk Fest” (Bułgaria)
- 2010 – Wyróżnienie na Międzynarodowym Festiwalu Tanecznym w Ochrydzie (Macedonia)
- 2012 – Tytuł Laureata w kat. tańców narodowych na Międzynarodowym Festiwalu Dzieci i Młodzieży „Święto Czasu” (Czechy-Włochy)
- 2015 – Nagrody na Międzynarodowych Festiwalach w Stambule (Turcja) oraz Bukareszcie (Rumunia)
- 2016 – Reprezentacja miasta Katowice na Festiwalu „Kolonia tańczy” (Niemcy)
- 2016 – Nagroda dla Zespołu na Międzynarodowym Festiwalu Makó 2016 (Węgry)